# Рама Варма VIII
Рама Варма VIII (помер 16 серпня 1790) — індійський монарх, який правив Кочійським царством від 1775 до своєї смерті 1790 року.

## Життєпис
Був молодшим братом Керали Варми II, та прийшов до влади після смерті лостаннього 1775 року. Рама Варма VIII фактично не мав реальної влади, будучи ляльковим правителем Гайдара Алі — володаря Майсуру. За часів правління Рама Варми мусульманський генерал Сардар-хан захопив Кочі, змусивши тим самим перенести столицю до міста Тріссур.
Рама Варма VIII став жертвою епідемії віспи й помер 16 серпня 1790 року. Владу успадкував Рама Варма IX.